# Пшикоп (Підкарпатське воєводство)
Пшикоп (пол. Przykop) — село в Польщі, у гміні Падев-Народова Мелецького повіту Підкарпатського воєводства.
Населення — 295 осіб (2011).

## Демографія
Демографічна структура станом на 31 березня 2011 року:
|          | Загалом | Допрацездатний вік | Працездатний вік | Постпрацездатний вік |
| -------- | ------- | ------------------ | ---------------- | -------------------- |
| Чоловіки | 151     | 28                 | 105              | 18                   |
| Жінки    | 144     | 23                 | 80               | 41                   |
| Разом    | 295     | 51                 | 185              | 59                   |